# جيم ريان (محامي)
جيم ريان (بالإنجليزية: Jim Ryan)‏ هو محامي أمريكي، ولد في 21 فبراير 1946 في شيكاغو في الولايات المتحدة.